# Leptocaris brevicornis
Leptocaris brevicornis är en kräftdjursart som först beskrevs av van Douwe 1905.  Leptocaris brevicornis ingår i släktet Leptocaris och familjen Darcythompsoniidae. Arten är reproducerande i Sverige. Inga underarter finns listade i Catalogue of Life.